# Aurangabad (Kheri)
Aurangabad és una vila de l'Índia al districte de Kheri a Uttar Pradesh a uns 50 km al nord-oest de Sitapur. La població el 1881 era de 3.271 habitants, un terç musulmans.
Porta el seu nom per l'emperador Aurangzeb, i fou fundada durant el seu regnat pel nawab Sayyid Kharram. Hi ha un antic palau rodejat de doble mur, el segon quadrat, amb torres hexagonals, en mal estat; sota domini britànic era residència de la família Sayyid. La fortalesa està en ruïnes.